# 玉珍齋
玉珍齋（Yu Jen Jai；臺羅:Gi̍k Tin Tsai），為台灣彰化縣鹿港鎮的知名糕餅點鋪。創立於清光緒三年，主要產品為糕餅、粩類點心。鹿港創始店建築已被文化部文化資產局列為歷史古蹟。

## 歷史
座落在鹿港中山路與民族路交叉口的玉珍齋，創立於清光緒3年（1877年），創辦人黃錦為鹿港富甲一方的商人。
玉珍齋因其制作精良，多次获得国内外大奖。

## 外部連結
- 玉珍齋官方網站 （页面存档备份，存于）
- 玉珍齋有限公司-台灣公司資料 （页面存档备份，存于）
- 百年老店-玉珍齋的Facebook專頁
- 玉珍齋的Instagram帳戶